# Paspal, Kărdjali
Paspal (în bulgară Паспал) este un sat în comuna Ardino, regiunea Kărdjali,  Bulgaria. 

## Demografie
Componența etnică a satului Paspal
     Bulgari (18,51%)
     Nicio identificare (81,48%)
     Altele (0%)
La recensământul din 2011, populația satului Paspal era de 27 locuitori. Nu există o etnie majoritară, locuitorii fiind  și bulgari (18,51%). Pentru 81,48% din locuitori nu este cunoscută apartenența etnică.